# نايف الديحاني
نايف الديحاني (21 يونيو 1956) هو رامٍ رياضي كويتي. شارك في دورة الألعاب الأولمبية الصيفية 1992.